# Pociello
Pociello es una localidad española perteneciente al municipio de Capella, en la Ribagorza, provincia de Huesca, Aragón. Su lengua propia es el aragonés Ribagorzano. Se encuentra junto al barranco del Rurar.

## Patrimonio
- Iglesia parroquial en honor a San Pedro, de estilo románico, de finales del siglo XII o principios del XIII.[1]
- Ermita del Miralpeix de origen románico.
- Ermita de San Sebastián (municipios Laguarres-Pociello).

## Toponimia
Unión de pozo con el diminutivo -iello, significaría pozo pequeño.

## Rutas
Las siguientes rutas de senderismo pasan por la localidad:
- GR-1